# Condoha
Condoha (Condoha Island), también conocida como Condona, es una isla situada en Filipinas, adyacente a la de Mindanao. Administrativamente forma parte del barrio de Opong, en el  término municipal de Taganaán, perteneciente a  la provincia de Surigao del Norte situada en la Región Administrativa de Caraga, también denominada Región XIII.

## Geografía
Isla situada 12 km al este  de la ciudad de  Surigao; al sur de las islas de Cobetón, de Panag y  de Maanoc, todas situadas al sur del canal de Gutuán frente a la isla de Nonoc. Linda al este con el canal de Masapelid que la separa de la isla del mismo nombre y también de las de Tinago, situadas al sur.
Las islas de  Lamagón, de Maanoc y de Panag, al igual que la de Condoha, forman el barrio de Opong.
Al sur linda con la costa de Mindanao, barrios de Himaug, Sampaguita y Banban.